# Сніг (роман)
«Сніг» (тур. Kar) — соціально-філософський роман турецького письменника Орхана Памука. Вперше виданий турецькою мовою у 2002 році. У 2006 автор, «який у пошуках меланхолійної душі рідного міста відкрив нові символи для зіткнення та переплетення культур», отримав Нобелівську премію з літератури за цей роман. В цьому ж році твір було перекладено на українську мову у видавництві «Фоліо».

## Фабула
Тема роману зачіпає причини епідемії самогубств серед дівчат-підлітків в східноанатолійському місті. Роман побудовано на переплетенні соціально-політичних протиріч, які характеризують сьогоднішню Туреччину, й майстерно змальованої любовної лінії. Більше ¾ книги присвячене в тій чи іншій формі протистоянню ісламістів із «західниками», останні 100 сторінок повністю міняють концепцію твору, ставлячи на перший план почуття головних героїв, відводячи терористам і колишнім комуністам роль декорації.
У більшості персонажів є (або була в молодості) власна безкомпромісна життєва позиція. Таким є соціаліст-підпільник, що радіє удаваній діяльності, однак доносить «компетентним органам» потрібну інформацію, курдський націоналіст, а також ісламіст, який щиро ненавидить Захід.
Центральною віссю роману є протиставлення головного героя, німецького європеїзованого турка-поета і його антипода Ладжіверта — політичного ісламіста, терориста і вбивці.
Ладжіверт постає у Памука не в традиційному образі бородатого джихадиста, він — звичайна людина зі своїми слабкостями, до того ж подобається жінкам. Інші ісламісти, зокрема, учні імамо-хатібського ліцею — зовсім не схожі на талібів, у їхній любові до аллаха та відданості шаріату не відчувається фанатизм чи агресія.
Кемалісти, прихильники світської держави і військових переворотів, постають у романі в бутафорському світлі, їх головний ідеолог, Сунай Заїм, актор-невдаха, який так і не зіграв головну роль свого життя — засновника Турецької держави Кемаля Ататюрка. Ісламізм і західництво настільки переплелися, що сусідять в одній сім'ї. У старого турка-комуніста одна з дочок — лідер «дівчат в чаршафах», інша — хоч і ходить з непокритою головою, але, як з'ясовується пізніше, так і не поборола сильні почуття до терориста Ладжіверта. Ефект антагонізму підсилюється любовним трикутником, який несподівано з'являється у другій частині книги.

## Художні особливості та символіка роману
Орхану Памуку вдалося зобразити оригінальну атмосферу безнадійної зимової меланхолії, що виражається в співзвуччі слів Ка (ім'я головного героя), тур. Kar (сніг), Карс (прикордонне провінційне місто, де відбуваються події; історичні алюції до російського, вірменського та турецького періодів його історії). Сніг всюди — в Карсі, Стамбулі, Франкфурті. Навіть поезії Ка побудовані в формі сніжинки. Однак сніг у романі — не синонім чистоти і невинності, це ознака тужливої безвиході.
Одна сім'я і її оточення — символ всього Карса, протиріч сучасного турецького суспільства.
Новаторська манера викладу матеріалу часто відсилає до автобіографічності (як і Памук, Ка — виходець з Нішанташі, заможного району Стамбула, «західник», поміркований прихильник лівих ідей), автор розповідає про себе від першої особи як про Ка. Однак потім авторські думки спеціально акцентуються, й відокремлюються від Ка. Примітно, що Орхан Памук, як, фактично, одночасно діючий персонаж роману і автор, говорить, як і Ка, про любов до Іпек, відчуває почуття ревнощів саме до Ладжіверта, а не до Ка, посилюючи тим самим подібність між автором і головним героєм.

## Інше
Автор свідомо не стає ні на чию сторону, лише змальовує клубок заплутаних табу турецького суспільства, які нерозривно вплелися в особистісні стосунки головних героїв. Любов автора до батьківщини і відданого традиціям турецького народу виразно постає зі сторінок книги, проте Памук не замовчує й суспільних проблем, про які владний офіціоз, зазвичай, не згадує. Так, в 1970-х роках в Туреччині, як зазначає письменник, набув поширення лівий протестний рух, на початку XXI століття символом протесту стають «дівчата в чаршафах» і політичний іслам.